# British Grand Prix 2018
British Grand Prix 2018 (Birmingham Grand Prix 2018) byl lehkoatletický mítink, který se konal 18. srpna 2018 ve Spojeném království městě Birmingham. Byl součástí série mítinků Diamantové ligy 2018.

## Výsledky

### Muži
| Disciplína             | 1. místo                        | 2. místo                   | 3. místo                       |
| Běh na 100 m           | Christian Coleman 9,94          | Reece Prescod 9,94         | Noah Lyles 9,98                |
| Běh na 400 m           | Fred Kerley 45,54               | Matthew Hudson-Smith 45,59 | Paul Dedewo 45,62              |
| Běh na 800 m           | Emmanuel Kipkurui Korir 1:42,79 | Jonathan Kitilit 1:43,53   | Elijah Manangoi 1:44,15        |
| Běh na 110 m překážek  | Orlando Ortega 13,08            | Ronald Levy 13,22          | Pascal Martinot-Lagarde 13,27  |
| Běh na 3000 m překážek | Conseslus Kipruto 8:14,33       | Chala Beyo 8:14,61         | Nicholas Kiptanui Bett 8:16,44 |
| Skok vysoký            | Brandon Starc 233 cm            | Michael Mason 230 cm       | Jeron Robinson 230 cm          |
| Hod oštěpem            | Andreas Hofmann 89,82 m         | Julian Weber 86,63 m       | Magnus Kirt 85,31 m            |

### Ženy
| Disciplína            | 1. místo                        | 2. místo                       | 3. místo                        |
| Běh na 200 m          | Shaunae Millerová-Uiboová 22,15 | Dina Asherová-Smithová 22,31   | Dafne Schippersová 22,41        |
| Běh na 1500 m         | Sifan Hassanová 4:00,60         | Gudaf Tsegayová 4:01,03        | Sofia Ennaouiová 4:02,06        |
| Běh na 3000 m         | Agnes Jebet Tirop 8:32,21       | Lilian Kasait Rengeruk 8:33,43 | Hellen Onsando Obiriová 8:36,26 |
| Běh na 400 m překážek | Léa Sprungerová 54,86           | Janieve Russellová 54,91       | Meghan Beesleyová 55,83         |
| Skok o tyči           | Sandi Morrisová 462 cm          | Katerina Stefanidiová 452 cm   | Nikoléta Kiriakopoúlou 440 cm   |
| Trojskok              | Malaika Mihambo 6,96 m          | Caterine Ibargüenová 6,80 m    | Shara Proctorová 6,70 m         |
| Vrh kouli             | Christina Schwanitzová 18,20 m  | Paulina Gubaová 17,92 m        | Melissa Boekelmanová 17,78 m    |